# Arformoterol
El arformoterol es un medicamento utilizado para el tratamiento a largo plazo de la enfermedad pulmonar obstructiva crónica. No está indicado en caso de empeoramiento repentino. Este medicamento se administra mediante nebulización. El efecto máximo puede tardar 3 horas.
Los efectos secundarios de este medicamento incluyen diarrea, sinusitis, sarpullido, hinchazón periférica y dolor en el pecho; otros efectos secundarios pueden incluir niveles bajos de potasio, anafilaxia y broncoespasmo. La seguridad de este medicamento durante el embarazo no está clara. Es un agonista del receptor adrenérgico β2 de acción prolongada. Es el componente activo del formoterol.
Este medicamento fue aprobado para uso médico en los Estados Unidos en 2006.  Está disponible como medicamento genérico. En Estados Unidos, un mes de medicación costaba unos 240 dólares estadounidenses en 2022.